# Triebelina jellineki
Triebelina jellineki is een mosselkreeftjessoort uit de familie van de Bairdiidae. De wetenschappelijke naam van de soort is voor het eerst geldig gepubliceerd in 1988 door Malz & Lord.